# EBS english
EBS english(영어: EBSe)는 한국교육방송공사가 운영하여, 정보통신부(현 과학기술정보통신부)에서 허가된 영어 교육 전문 채널로 2007년 4월 6일에 개국하였다.

## 특징
KBS 1TV처럼, 광고방송(상업광고방송)은 송출되지 않는다. 광고방송(상업광고방송)을 내보내지 않는 이유는 광고방송(상업광고방송) 없이 TV프로그램을 시작 및 끝날 수 있다.
과학기술정보통신부(당시 정보통신부)에서 허가된 영어 교육 전문 채널로 다음과 같은 목표를 내걸고 있다.
- 지역 · 계층 간 영어교육 격차해소
- 사교육비 경감
- 학교교육 보완
- 영어교육 혁신

## 방송 시간
- 매일 오전 6시 ~ 밤 12시 (18시간)

## 같이 보기
- 한국교육방송공사
- EBS 플러스 1
- EBS 플러스 2
- KBS 키즈